# Antonio Piergüidi
Antonio Piergüidi (Henderson, Buenos Aires, Argentina, 25 de agosto de 1985), futbolista argentino. 
Actualmente, está retirado del fútbol , vive en Bolívar y es dirigente de Balonpié FC.
Anteriormente, jugó de delantero y su equipo era él Club Balompié de Bolívar, San Carlos de Bolívar. Su mánager es el argentino Marcos Garzia.
Defendió cinco temporadas la camiseta del Tripero -luego continuó en Quilmes, Barracas Central, Deportivo Maipú y Estudiantes de San Luis, entre otros.
Hoy vive en Bolívar, junto a su esposa Belén y a sus hijos Mateo y Bernarda. Se arrepiente de no haber estudiado kinesiología. Su último partido en el Lobo lo disputó el 21 de junio del 2008 en la derrota 2 a 1 con Lanús y ahí reemplazó en el inicio del segundo tiempo a Luciano Aued. Quedó libre en el 2010 y a fines del 2015 se retiró con la camiseta de Estudiantes de San Luis.

## Biografía
Cursó la primaria en la escuela N.º 2 de Henderson, y la secundaria en el Colegio Nacional, y 3º del Polimodal en el Colegio Belgrano de La Plata. 
Hizo todas las inferiores en Fútbol Club donde debutó con 15 años, jugando la Liga Pehuajense.[cita requerida]
Estuvo a prueba en River Plate. 
En 2003 llegó a Gimnasia LP.
En junio del 2010 siguió jugando en Mendoza, Huracán de San Rafael, después jugó en Deportivo Maipú.
Luego se fue un año a Italia, volvió a Barracas Central en 2013/14.
Todo el año 2015 estuvo en Estudiantes de San Luis.
En el 2016 es Subcampeón de LPF (Liga Pehuajense de Fútbol) con Deportivo Argentino en el cual comparte equipo con Julio Caldiero exjugador de Club Atlético San Telmo, entre otros equipos del Ascenso argentino y también con Juan Martín Tallarico exjugador del Club Atlético Boca Juniors.[cita requerida]
En 2017 firma con el Club Ciudad de Bolívar para afrontar el campeonato de la LPF.[cita requerida]
En 2020, fue detenido en una causa por juego clandestino, acusado de integrar una banda que operaba con las carreras de caballos.
En 2023, está retirado del fútbol , vive en Bolívar y es dirigente de Balonpié FC.

## Clubes
| Club                          | País      | Año       |
| ----------------------------- | --------- | --------- |
| Gimnasia y Esgrima (LP)       | Argentina | 2003-2008 |
| Quilmes                       | Argentina | 2008-2009 |
| Huracán (CR)                  | Argentina | 2010-2011 |
| Rivadavia (L)                 | Argentina | 2011      |
| Inter de Milán                | Italia    | 2011-2012 |
| Boca Juniors                  | Argentina | 2012-2013 |
| Huracán (SR)                  | Argentina | 2013-2014 |
| Deportivo Maipú               | Argentina | 2014      |
| Estudiantes (San Luis)        | Argentina | 2015      |
| Deportivo Argentino (Pehuajó) | Argentina | 2015-2016 |
| Gimnasia (LP)                 | Argentina | 2017      |